# DB E 310 sorozat

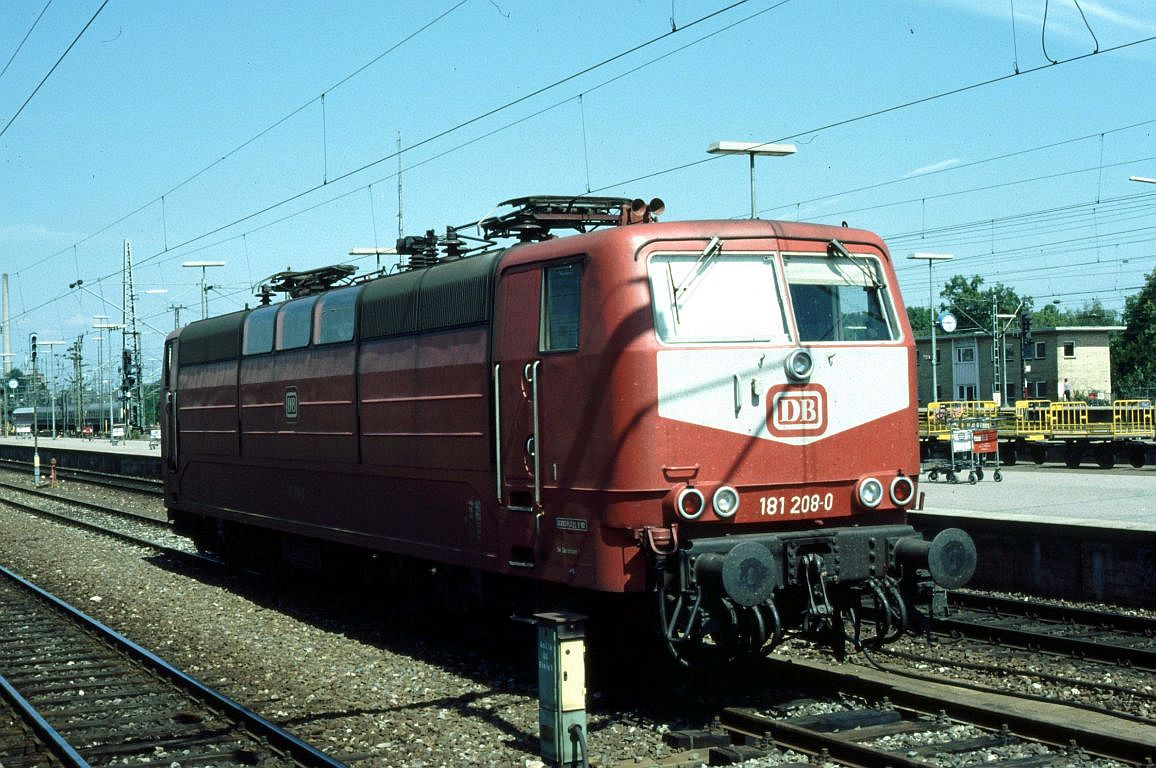
181 208 Stuttgart főpályaudvarán

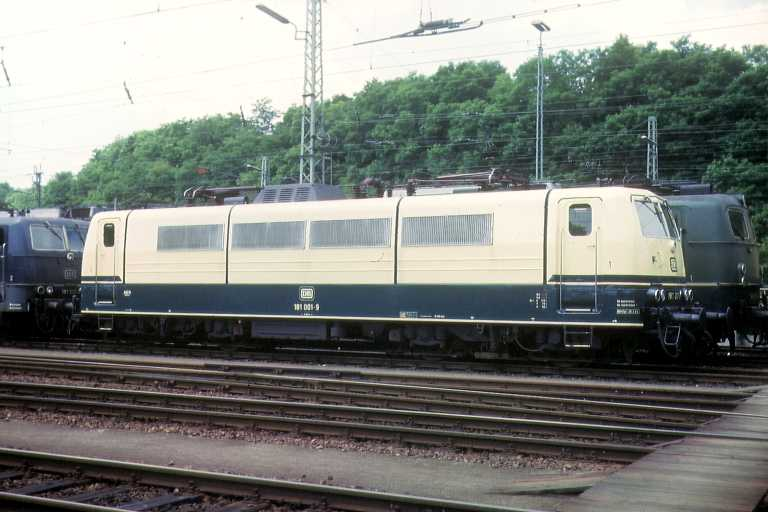
A DB E 310 001 óceánkék-krémszín festéssel

A DB 181 sorozat, korábbi nevén a DB E 310 sorozat, egy német kétáramnemű Bo'Bo' tengelyelrendezésű kétáramnemű (15 kV 16,7 Hz AC és 25 kV 50 Hz AC) villamosmozdony-sorozat. 1974 és 1975 között gyártotta a Krupp és az AEG. Összesen 29 db készült el belőle.